# レジナ・マリア・ピア級装甲艦
レジナ・マリア・ピア級装甲艦 (Pirofregate corazzate della classe Regina Maria Pia) とはイタリア海軍が1860年代に建造した装甲艦の艦級である。イタリア海軍では二等装甲蒸気フリゲートと分類していた。

## 概要
まだ国内の工業力が未発達であったイタリアは宿敵オーストリア＝ハンガリー帝国海軍に対抗すべく、フランス（フォルミダービレ級）やアメリカ（「レ・ディタリア級」）に次々と装甲艦を発注しており、1862年にフランスに一挙4隻も発注したのが本級である。

## 艦形

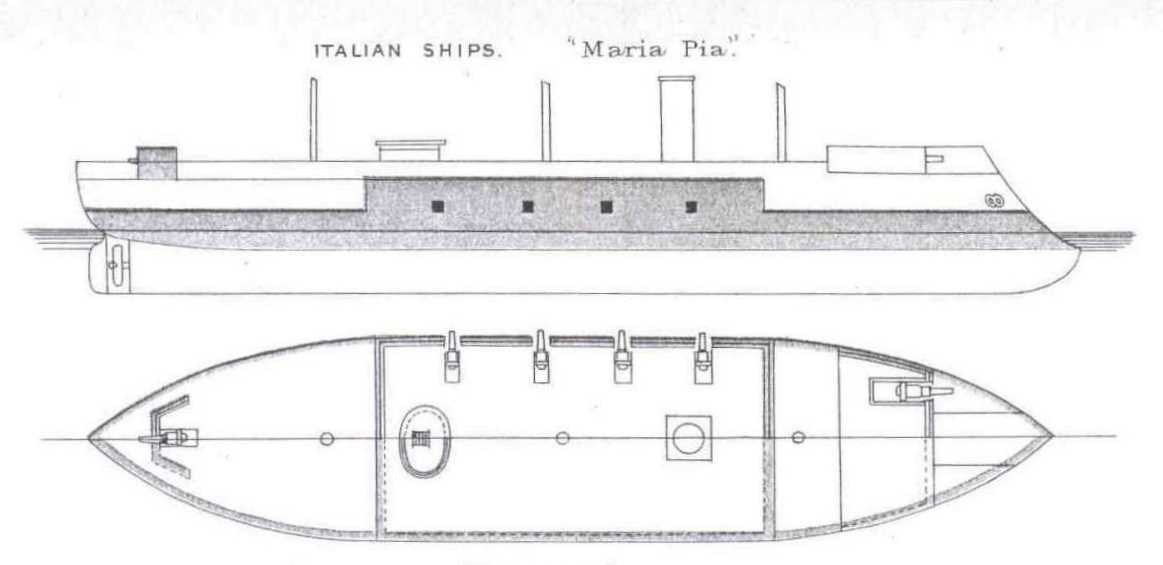
本級の武装・装甲配置を示した図。

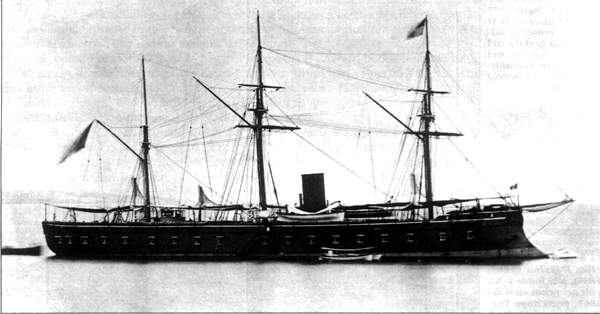
1870年の「アンコーナ」。

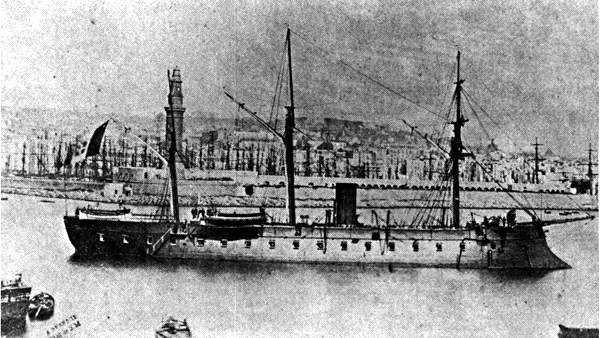
「カステルフィダルド」。

本級の基本構造は鉄製で3本のマストと一本煙突と水線下に突出した衝角を持つ装甲スクーナーとしてフランスで設計・建造された。船体側面部に120mm装甲板が張られた砲廓(ケースメート)を持ち、20.3cm（76ポンド）鉄製滑膅砲を単装砲架で片舷2基ずつ計4基と16.4cm鉄製ライフル式単装砲を片舷11ずつ計22基（後期型のカステルフィダルドとアンコーナは23基）を配置した。
竣工時には左右方向にしか火力を指向出来なかったが、リッサ海戦以降は戦訓により艦首尾方向に指向できるよう舷側の一部を凹ませて射界を広げたり、艦尾に砲門を開けて砲を配置した。本級は船として出来が良く、そのため本級は1888年から1890年にかけて艦容を一新する規模の近代化改装を受けることができた。旧式の鉄製砲はアームストロング式 15.2cm（33口径）単装速射砲6基、12cm（40口径）単装砲6基に更新されたほか、外見上の特徴として船体中央部のマストが撤去され、前後のマストはミリタリー･マストへと改装された。

## 同型艦
- レジナ・マリア・ピア（Regina Maria Pia）

1862年7月22日にラ・セーヌメディテラネ造船所にて起工、1863年4月28日進水、1864年4月17日竣工、1904年5月22日解体。
- サン・マルティーノ（San Martino）

1862年7月22日にラ・セーヌメディテラネ造船所にて起工、1863年9月12日進水、1864年11月9日竣工、1903年8月30日解体。
- カステルフィダルド（Castelfidardo）

1862年7月27日にグーアン造船所にて起工、1863年8月1日進水、1864年5月竣工、1910年12月4日解体。
- アンコーナ（Ancona）

1862年8月11日にグーアン造船所にて起工、1863年10月17日進水、1866年4月竣工、1903年8月30日解体。